# Огородников, Вячеслав Васильевич
Вячесла́в Васи́льевич Огоро́дников — советский и российский деятель органов внутренних дел. Начальник ГУВД МВД России по Московской области с 1994 по 1995. Генерал-лейтенант милиции.

## Биография
Окончил Минскую высшую школу милиции и Всесоюзный юридический заочный институт.
Работал оперуполномоченным ОВД Наро-Фоминского райисполкома. Затем участковым, оперуполномоченным отдела Уголовного розыска, следователем следственного отдела Красногорска, заместителем начальника Истринского ГОМ, начальником ОВД Щелковского райисполкома.
- С 1976 — заместитель начальника УВД Камчатского облисполкома.
- В начале 80-х годов направлен в Афганистан, где работал старшим оперативным сотрудником Представительства МВД СССР при МВД ДРА.
- 1984—1986 — начальник УВД Тюменского облисполкома.
- 1986 — назначен первым заместителем начальника Главного управления охраны общественного порядка МВД СССР.
- С января 1992 — начальник Главного управления обеспечения общественного порядка МВД России,
  - тогда же — член коллегии МВД России.
- 1994—1995 — Начальник ГУВД МВД России по Московской области.

## Общественная деятельность
- С 1990 по 1993 — Народный депутат России
- Член президиума Российского Совета ветеранов органов внутренних дел и внутренних войск

## Награды
- Орден Красной Звезды
- Орден «За личное мужество»
- Медали[какие?]